# Magara Young Boys
Der Magara Young Boys Football Club ist ein 2012 gegründeter burundischer Fußballverein mit Sitz in der Stadt Magara. Aktuell (Stand: Juli 2024) spielt der Verein in der zweiten Liga, der Ligue B.

## Stadion
Der Verein trägt seine Heimspiele im Stade Urunani in Cibitoke aus. Das Stadion hat ein Fassungsvermögen von 7000 Personen.